# 雙金屬片
雙金屬片，又稱雙金屬棒、複棒，是利用金屬體積冷縮熱脹的原理，將兩種不同膨脹係數的金屬片接在一起，當溫度變化時，兩者之伸長長度不同以致於向一邊彎曲，來帶動接點，使其接通或開路。雙金屬片通常由黃銅和鐵構成。常見的雙金屬物件還有像是錫罐或是錢幣。錫罐是在鐵罐外層多增加一層錫，以用來保護罐子免於被鏽蝕。錢幣通常是由便宜的金屬當作內核，並在外面加上一層較貴重的金屬。以此避免有心人士將錢幣溶化後，取得有價值的貴重金屬。以一美分為例，他從原 95% 油桐構成，改由 95% 由鋅構成，並在外表加上一個銅組成的薄層以維持原有的外貌。常見的三金屬物件是具有易開口的錫罐。易開的蓋子由鋁做成，可以讓使用者徒手進行開啟，減少使用開罐器的麻煩，但因為罐子牽涉到複雜的金屬構成，會增加其回收的困難度。
帶鉅或是電鋸的刀片通常也是由雙金屬材質所構成。鋸齒部分是由高速剛與較軟的高碳鋼為基底結合而成。此結構可以讓刀片相聚於單一金屬單片有更好的切割速度以及耐久度，因為兩種金屬在所處的地方發揮自己所常。鋸齒的部分使用較硬的金屬以得到較高的切割速度，但也因此較脆弱；而刀身使用較柔軟的金屬可以承受更大的衝擊和破壞力。

## 應用

### 時鐘
機械鐘的機械裝置對溫度的變化敏感，可能會導致鐘錶不能運轉，從而不能正確指示時間，有些部件就會用雙金屬片補償這種改變。最常見的方式是將擺輪的輪輞用雙金屬製成。

### 溫度計
直接顯示的度盤式溫度計（例如室外溫度計或肉類溫度計）核心構件即是卷成一盤的雙金屬片。

### 燈
車輛方向燈等需閃爍發光的燈具，也利用雙金屬棒原理。